# Trophée des Champions
Trophée des Champions (franskt uttal: [trofe də ʃɑmpiɔ̃]) (svenska: Mästartrofén, även kallad franska supercupen) är en årlig återkommande fotbollsmatch som spelades för första gången 1995. Matchen spelas mellan vinnaren av den franska högsta divisionen, Ligue 1, och vinnaren av den franska cupen Coupe de France. Från 1955 till 1986 gick tävlingen under namnet Challènge des Champions.
Sedan 2009 spelas matchen på en arena utanför Frankrike. 2009 spelades matchen i Montreal, Kanada på Stade Olympique. Matchen slutade 2-0 till Bordeaux mot Guingamp.

## Matcher
| 1995         | 3 januari 1996 | Paris Saint-Germain                                       | 2 – 2                      | Nantes                                                    | Stade Francis-Le Blé                                     |                                                          |
| Huvudartikel | Huvudartikel   | Nouma 5′ Djorkaeff 38′                                    | (2 – 2)                    | Ouédec 27′ Cauet 32′                                      | Brest Publik: 12 000 Domare: Didier Pauchard (Frankrike) | Brest Publik: 12 000 Domare: Didier Pauchard (Frankrike) |
| Huvudartikel | Huvudartikel   |                                                           |                            |                                                           | Brest Publik: 12 000 Domare: Didier Pauchard (Frankrike) | Brest Publik: 12 000 Domare: Didier Pauchard (Frankrike) |
| Huvudartikel | Huvudartikel   | Le Guen Djorkaeff Raí Nouma Colleter Dely Valdés Fournier | Straffsparksläggning 6 – 5 | Carotti Gourvennec Pignol Pedros Cauet Peyrelade Makélélé | Brest Publik: 12 000 Domare: Didier Pauchard (Frankrike) | Brest Publik: 12 000 Domare: Didier Pauchard (Frankrike) |

1996 spelades det ingen match spelades då Auxerre vann dubbeln.
| 1997         | 23 juli 1997 | Monaco                                               | 5 – 2   | Nice                   | Stade de la Méditerranée                                     |                                                              |
| Huvudartikel | Huvudartikel | Lefèvre 3′ N'Doram 15′, 17′ Ikpeba 33′ Trezeguet 76′ | (4 – 0) | Debbah 69′ Vignola 90′ | Béziers Publik: 7 614 Domare: Jean-Claude Puyalt (Frankrike) | Béziers Publik: 7 614 Domare: Jean-Claude Puyalt (Frankrike) |
| Huvudartikel | Huvudartikel |                                                      |         |                        | Béziers Publik: 7 614 Domare: Jean-Claude Puyalt (Frankrike) | Béziers Publik: 7 614 Domare: Jean-Claude Puyalt (Frankrike) |
| Huvudartikel | Huvudartikel |                                                      |         |                        | Béziers Publik: 7 614 Domare: Jean-Claude Puyalt (Frankrike) | Béziers Publik: 7 614 Domare: Jean-Claude Puyalt (Frankrike) |

| 1998         | 30 juli 1998 | Lens | 0 – 1   | Paris Saint-Germain | Stade de la Vallée du Cher                             |                                                        |
| Huvudartikel | Huvudartikel |      | (0 – 0) | Lachuer 54′         | Tours Publik: 10 365 Domare: Gilles Chéron (Frankrike) | Tours Publik: 10 365 Domare: Gilles Chéron (Frankrike) |
| Huvudartikel | Huvudartikel |      |         |                     | Tours Publik: 10 365 Domare: Gilles Chéron (Frankrike) | Tours Publik: 10 365 Domare: Gilles Chéron (Frankrike) |
| Huvudartikel | Huvudartikel |      |         |                     | Tours Publik: 10 365 Domare: Gilles Chéron (Frankrike) | Tours Publik: 10 365 Domare: Gilles Chéron (Frankrike) |

| 1999         | 19 juli 1999 | Bordeaux | 0 – 1   | Nantes          | Stade de la Licorne                                    |                                                        |
| Huvudartikel | Huvudartikel |          | (0 – 0) | Monterrubio 57′ | Amiens Publik: 11 858 Domare: Stéphane Bré (Frankrike) | Amiens Publik: 11 858 Domare: Stéphane Bré (Frankrike) |
| Huvudartikel | Huvudartikel |          |         |                 | Amiens Publik: 11 858 Domare: Stéphane Bré (Frankrike) | Amiens Publik: 11 858 Domare: Stéphane Bré (Frankrike) |
| Huvudartikel | Huvudartikel |          |         |                 | Amiens Publik: 11 858 Domare: Stéphane Bré (Frankrike) | Amiens Publik: 11 858 Domare: Stéphane Bré (Frankrike) |

| 2000         | 22 juli 2000 | Monaco                                                                   | 0 – 0                      | Nantes                                                                    | Stade Auguste Bonal                                           |                                                               |
| Huvudartikel | Huvudartikel |                                                                          |                            |                                                                           | Montbéliard Publik: 9 918 Domare: Stéphane Moulin (Frankrike) | Montbéliard Publik: 9 918 Domare: Stéphane Moulin (Frankrike) |
| Huvudartikel | Huvudartikel |                                                                          |                            |                                                                           | Montbéliard Publik: 9 918 Domare: Stéphane Moulin (Frankrike) | Montbéliard Publik: 9 918 Domare: Stéphane Moulin (Frankrike) |
| Huvudartikel | Huvudartikel | Riise Christanval Gallardo Contreras Eloi Irles Djetou da Costa Farnerud | Straffsparksläggning 6 – 5 | Leroy Carrière Fabbri Savinaud Da Rocha Laspalles Piocelle Vahirua Armand | Montbéliard Publik: 9 918 Domare: Stéphane Moulin (Frankrike) | Montbéliard Publik: 9 918 Domare: Stéphane Moulin (Frankrike) |

| 2001         | 19 juli 2001 | Strasbourg  | 1 – 4   | Nantes                                      | Stade de la Meinau       |                          |
| Huvudartikel | Huvudartikel | Ljuboja 17′ | (1 – 2) | Quint 7′ Armand 38′ Dalmat 88′ Savinaud 90′ | Strasbourg Publik: 7 685 | Strasbourg Publik: 7 685 |
| Huvudartikel | Huvudartikel |             |         |                                             | Strasbourg Publik: 7 685 | Strasbourg Publik: 7 685 |
| Huvudartikel | Huvudartikel |             |         |                                             | Strasbourg Publik: 7 685 | Strasbourg Publik: 7 685 |

| 2002         | 27 juli 2002 | Olympique Lyon                                | 5 – 1   | Lorient  | Stade Pierre de Coubertin                           |                                                     |
| Huvudartikel | Huvudartikel | Govou 8′, 25′, 74′ Dhorasoo 40′ Luyindula 79′ | (3 – 1) | Loko 27′ | Cannes Publik: 5 041 Domare: Bruno Coué (Frankrike) | Cannes Publik: 5 041 Domare: Bruno Coué (Frankrike) |
| Huvudartikel | Huvudartikel |                                               |         |          | Cannes Publik: 5 041 Domare: Bruno Coué (Frankrike) | Cannes Publik: 5 041 Domare: Bruno Coué (Frankrike) |
| Huvudartikel | Huvudartikel |                                               |         |          | Cannes Publik: 5 041 Domare: Bruno Coué (Frankrike) | Cannes Publik: 5 041 Domare: Bruno Coué (Frankrike) |

| 2003         | 26 juli 2003 | Olympique Lyon      | 2 – 1   | Auxerre  | Stade de Gerland                                        |                                                         |
| Huvudartikel | Huvudartikel | Essien 5′ Diarra 9′ | (2 – 0) | Kapo 83′ | Lyon Publik: 18 254 Domare: Laurent Duhamel (Frankrike) | Lyon Publik: 18 254 Domare: Laurent Duhamel (Frankrike) |
| Huvudartikel | Huvudartikel |                     |         |          | Lyon Publik: 18 254 Domare: Laurent Duhamel (Frankrike) | Lyon Publik: 18 254 Domare: Laurent Duhamel (Frankrike) |
| Huvudartikel | Huvudartikel |                     |         |          | Lyon Publik: 18 254 Domare: Laurent Duhamel (Frankrike) | Lyon Publik: 18 254 Domare: Laurent Duhamel (Frankrike) |

| 2004         | 31 juli 2004 | Paris Saint-Germain                                     | 1 – 1                      | Olympique Lyon                                                  | Stade Pierre de Coubertin                                 |                                                           |
| Huvudartikel | Huvudartikel | Fiorèse 71′                                             | (0 – 0)                    | Élber 54′                                                       | Cannes Publik: 9 429 Domare: Gilles Veissière (Frankrike) | Cannes Publik: 9 429 Domare: Gilles Veissière (Frankrike) |
| Huvudartikel | Huvudartikel |                                                         |                            |                                                                 | Cannes Publik: 9 429 Domare: Gilles Veissière (Frankrike) | Cannes Publik: 9 429 Domare: Gilles Veissière (Frankrike) |
| Huvudartikel | Huvudartikel | Pauleta Rothen Yepes Armand Mendy Cissé Benachour Touré | Straffsparksläggning 6 – 7 | Bergougnoux Viale Malouda Balmont Juninho Essien Abidal Berthod | Cannes Publik: 9 429 Domare: Gilles Veissière (Frankrike) | Cannes Publik: 9 429 Domare: Gilles Veissière (Frankrike) |

| 2005         | 25 juli 2005 | Auxerre   | 1 – 4   | Olympique Lyon                         | Stade de l'Abbé-Deschamps                               |                                                         |
| Huvudartikel | Huvudartikel | Mathis 8′ | (1 – 2) | Ben Arfa 1′ (str.) Carew 33′, 67′, 72′ | Auxerre Publik: 10 967 Domare: Pascal Viléo (Frankrike) | Auxerre Publik: 10 967 Domare: Pascal Viléo (Frankrike) |
| Huvudartikel | Huvudartikel |           |         |                                        | Auxerre Publik: 10 967 Domare: Pascal Viléo (Frankrike) | Auxerre Publik: 10 967 Domare: Pascal Viléo (Frankrike) |
| Huvudartikel | Huvudartikel |           |         |                                        | Auxerre Publik: 10 967 Domare: Pascal Viléo (Frankrike) | Auxerre Publik: 10 967 Domare: Pascal Viléo (Frankrike) |

| 2006         | 30 juli 2006 | Olympique Lyon                         | 1 – 1                      | Paris Saint-Germain                 | Stade Gerland                                          |                                                        |
| Huvudartikel | Huvudartikel | Benzema 71′ (str.)                     | (0 – 0)                    | Rothen 62′                          | Lyon Publik: 30 529 Domare: Bertrand Layec (Frankrike) | Lyon Publik: 30 529 Domare: Bertrand Layec (Frankrike) |
| Huvudartikel | Huvudartikel |                                        |                            |                                     | Lyon Publik: 30 529 Domare: Bertrand Layec (Frankrike) | Lyon Publik: 30 529 Domare: Bertrand Layec (Frankrike) |
| Huvudartikel | Huvudartikel | Carew Toulalan Ben Arfa Benzema Diarra | Straffsparksläggning 5 – 4 | Yepes Paulo César Frau Rothen Kalou | Lyon Publik: 30 529 Domare: Bertrand Layec (Frankrike) | Lyon Publik: 30 529 Domare: Bertrand Layec (Frankrike) |

| 2007         | 28 juli 2007 | Olympique Lyon     | 2 – 1   | Sochaux   | Stade Gerland                                         |                                                       |
| Huvudartikel | Huvudartikel | Govou 21′ Cris 43′ | (2 – 1) | Birsa 13′ | Lyon Publik: 30 413 Domare: Sandryk Biton (Frankrike) | Lyon Publik: 30 413 Domare: Sandryk Biton (Frankrike) |
| Huvudartikel | Huvudartikel |                    |         |           | Lyon Publik: 30 413 Domare: Sandryk Biton (Frankrike) | Lyon Publik: 30 413 Domare: Sandryk Biton (Frankrike) |
| Huvudartikel | Huvudartikel |                    |         |           | Lyon Publik: 30 413 Domare: Sandryk Biton (Frankrike) | Lyon Publik: 30 413 Domare: Sandryk Biton (Frankrike) |

| 2008                   | 2 augusti 2008         | Olympique Lyon                                      | 0 – 0                      | Bordeaux                                                    | Stade Chaban-Delmas                                        |                                                            |
| 17:55 CET Huvudartikel | 17:55 CET Huvudartikel |                                                     |                            |                                                             | Bordeaux Publik: 27 167 Domare: Bertrand Layec (Frankrike) | Bordeaux Publik: 27 167 Domare: Bertrand Layec (Frankrike) |
| 17:55 CET Huvudartikel | 17:55 CET Huvudartikel |                                                     |                            |                                                             | Bordeaux Publik: 27 167 Domare: Bertrand Layec (Frankrike) | Bordeaux Publik: 27 167 Domare: Bertrand Layec (Frankrike) |
| 17:55 CET Huvudartikel | 17:55 CET Huvudartikel | Benzema Bodmer Källström Govou Grosso Toulalan Cris | Straffsparksläggning 4 – 5 | Cavenaghi Fernando Wendel Bellion Gourcuff Jurietti Diawara | Bordeaux Publik: 27 167 Domare: Bertrand Layec (Frankrike) | Bordeaux Publik: 27 167 Domare: Bertrand Layec (Frankrike) |

| 2009                              | 25 juli 2009                      | Bordeaux                   | 2 – 0   | Guingamp | Stade Olympique                                                        |                                                                        |
| 21:00 CEST/15:00 EDT Huvudartikel | 21:00 CEST/15:00 EDT Huvudartikel | Cavenaghi 39′ Fernando 90′ | (1 – 0) |          | Montreal, Quebec, Kanada Publik: 34 068 Domare: Steve DePiero (Kanada) | Montreal, Quebec, Kanada Publik: 34 068 Domare: Steve DePiero (Kanada) |
| 21:00 CEST/15:00 EDT Huvudartikel | 21:00 CEST/15:00 EDT Huvudartikel |                            |         |          | Montreal, Quebec, Kanada Publik: 34 068 Domare: Steve DePiero (Kanada) | Montreal, Quebec, Kanada Publik: 34 068 Domare: Steve DePiero (Kanada) |
| 21:00 CEST/15:00 EDT Huvudartikel | 21:00 CEST/15:00 EDT Huvudartikel |                            |         |          | Montreal, Quebec, Kanada Publik: 34 068 Domare: Steve DePiero (Kanada) | Montreal, Quebec, Kanada Publik: 34 068 Domare: Steve DePiero (Kanada) |

| 2010                   | 28 juli 2010           | Olympique Marseille                            | 0 – 0                      | Paris Saint-Germain                         | Stade Olympique de Radès                                         |                                                                  |
| 19:45 CET Huvudartikel | 19:45 CET Huvudartikel |                                                |                            |                                             | Tunis, Tunisien Publik: 57 000 Domare: Aouaz Trabelsi (Tunisien) | Tunis, Tunisien Publik: 57 000 Domare: Aouaz Trabelsi (Tunisien) |
| 19:45 CET Huvudartikel | 19:45 CET Huvudartikel |                                                |                            |                                             | Tunis, Tunisien Publik: 57 000 Domare: Aouaz Trabelsi (Tunisien) | Tunis, Tunisien Publik: 57 000 Domare: Aouaz Trabelsi (Tunisien) |
| 19:45 CET Huvudartikel | 19:45 CET Huvudartikel | Taiwo Ben Arfa González Kaboré Gnabouyou Cissé | Straffsparksläggning 5 – 4 | Luyindula Jallet Nenê Kežman Makélélé Giuly | Tunis, Tunisien Publik: 57 000 Domare: Aouaz Trabelsi (Tunisien) | Tunis, Tunisien Publik: 57 000 Domare: Aouaz Trabelsi (Tunisien) |

| 2011                    | 27 juli 2011            | Lille                                    | 4 – 5   | Olympique Marseille                                      | Stade de Tanger                                                     |                                                                     |
| 19:45 WEST Huvudartikel | 19:45 WEST Huvudartikel | Balmont 9′ Hazard 57′ Sow 72′ Baša 90+2′ | (1 – 0) | A. Ayew 71′, 90′ (str.), 90+5′ (str.) Morel 85′ Rémy 87′ | Tanger, Marocko Publik: 33 900 Domare: Bouchaïb El Ahrach (Marocko) | Tanger, Marocko Publik: 33 900 Domare: Bouchaïb El Ahrach (Marocko) |
| 19:45 WEST Huvudartikel | 19:45 WEST Huvudartikel |                                          |         |                                                          | Tanger, Marocko Publik: 33 900 Domare: Bouchaïb El Ahrach (Marocko) | Tanger, Marocko Publik: 33 900 Domare: Bouchaïb El Ahrach (Marocko) |
| 19:45 WEST Huvudartikel | 19:45 WEST Huvudartikel |                                          |         |                                                          | Tanger, Marocko Publik: 33 900 Domare: Bouchaïb El Ahrach (Marocko) | Tanger, Marocko Publik: 33 900 Domare: Bouchaïb El Ahrach (Marocko) |

| 2012                   | 28 juli 2012           | Montpellier                           | 2 – 2                      | Olympique Lyon                     | Red Bull Arena                                                        |                                                                       |
| 15:00 EDT Huvudartikel | 15:00 EDT Huvudartikel | Utaka 27′ Herrera 56′ (str.)          | (1 – 1)                    | Gomis 44′ Briand 77′               | Harrison, New Jersey, USA Publik: 15 166 Domare: Jorge Gonzalez (USA) | Harrison, New Jersey, USA Publik: 15 166 Domare: Jorge Gonzalez (USA) |
| 15:00 EDT Huvudartikel | 15:00 EDT Huvudartikel |                                       |                            |                                    | Harrison, New Jersey, USA Publik: 15 166 Domare: Jorge Gonzalez (USA) | Harrison, New Jersey, USA Publik: 15 166 Domare: Jorge Gonzalez (USA) |
| 15:00 EDT Huvudartikel | 15:00 EDT Huvudartikel | Charbonnier Camara Bedimo Yanga-Mbiwa | Straffsparksläggning 2 – 4 | Fofana Cissokho Koné Benzia Briand | Harrison, New Jersey, USA Publik: 15 166 Domare: Jorge Gonzalez (USA) | Harrison, New Jersey, USA Publik: 15 166 Domare: Jorge Gonzalez (USA) |

| 2013                     | 3 augusti 2013           | Paris Saint-Germain    | 2 – 1   | Bordeaux   | Stade d'Angondjé                                                      |                                                                       |
| 19:45 (WAT) Huvudartikel | 19:45 (WAT) Huvudartikel | Ongenda 81′ Alex 90+3′ | (0 – 1) | Saivet 38′ | Libreville, Gabon Publik: 34 658 Domare: Jérôme Efong Nzolo (Belgien) | Libreville, Gabon Publik: 34 658 Domare: Jérôme Efong Nzolo (Belgien) |
| 19:45 (WAT) Huvudartikel | 19:45 (WAT) Huvudartikel |                        |         |            | Libreville, Gabon Publik: 34 658 Domare: Jérôme Efong Nzolo (Belgien) | Libreville, Gabon Publik: 34 658 Domare: Jérôme Efong Nzolo (Belgien) |
| 19:45 (WAT) Huvudartikel | 19:45 (WAT) Huvudartikel |                        |         |            | Libreville, Gabon Publik: 34 658 Domare: Jérôme Efong Nzolo (Belgien) | Libreville, Gabon Publik: 34 658 Domare: Jérôme Efong Nzolo (Belgien) |

| 2014                     | 2 augusti 2014           | Paris Saint-Germain        | 2 – 0   | Guingamp | Workers Stadium                                                |                                                                |
| 20:00 (CST) Huvudartikel | 20:00 (CST) Huvudartikel | Ibrahimović 8′, 20′ (str.) | (2 – 0) |          | Peking, Kina Publik: 39 752 Domare: Clément Turpin (Frankrike) | Peking, Kina Publik: 39 752 Domare: Clément Turpin (Frankrike) |
| 20:00 (CST) Huvudartikel | 20:00 (CST) Huvudartikel |                            |         |          | Peking, Kina Publik: 39 752 Domare: Clément Turpin (Frankrike) | Peking, Kina Publik: 39 752 Domare: Clément Turpin (Frankrike) |
| 20:00 (CST) Huvudartikel | 20:00 (CST) Huvudartikel |                            |         |          | Peking, Kina Publik: 39 752 Domare: Clément Turpin (Frankrike) | Peking, Kina Publik: 39 752 Domare: Clément Turpin (Frankrike) |

| 2015                       | 1 augusti 2015             | Paris Saint-Germain   | 2 – 0   | Olympique Lyon | Stade Saputo                                                      |                                                                   |
| 15:00 (UTC-4) Huvudartikel | 15:00 (UTC-4) Huvudartikel | Aurier 11′ Cavani 17′ | (2 – 0) |                | Montreal, Kanada Publik: 20 157 Domare: Mathieu Bourdeau (Kanada) | Montreal, Kanada Publik: 20 157 Domare: Mathieu Bourdeau (Kanada) |
| 15:00 (UTC-4) Huvudartikel | 15:00 (UTC-4) Huvudartikel |                       |         |                | Montreal, Kanada Publik: 20 157 Domare: Mathieu Bourdeau (Kanada) | Montreal, Kanada Publik: 20 157 Domare: Mathieu Bourdeau (Kanada) |
| 15:00 (UTC-4) Huvudartikel | 15:00 (UTC-4) Huvudartikel |                       |         |                | Montreal, Kanada Publik: 20 157 Domare: Mathieu Bourdeau (Kanada) | Montreal, Kanada Publik: 20 157 Domare: Mathieu Bourdeau (Kanada) |

| 2016                      | 6 augusti 2016            | Paris Saint-Germain                           | 4 – 1   | Olympique Lyon | Wörtherseestadion                                                         |                                                                           |
| 20:45 (CEST) Huvudartikel | 20:45 (CEST) Huvudartikel | Pastore 9′ Lucas 19′ Ben Arfa 34′ Kurzawa 54′ | (3 – 0) | Tolisso 87′    | Klagenfurt, Österrike Publik: 10 120 Domare: Alexander Harkam (Österrike) | Klagenfurt, Österrike Publik: 10 120 Domare: Alexander Harkam (Österrike) |
| 20:45 (CEST) Huvudartikel | 20:45 (CEST) Huvudartikel |                                               |         |                | Klagenfurt, Österrike Publik: 10 120 Domare: Alexander Harkam (Österrike) | Klagenfurt, Österrike Publik: 10 120 Domare: Alexander Harkam (Österrike) |
| 20:45 (CEST) Huvudartikel | 20:45 (CEST) Huvudartikel |                                               |         |                | Klagenfurt, Österrike Publik: 10 120 Domare: Alexander Harkam (Österrike) | Klagenfurt, Österrike Publik: 10 120 Domare: Alexander Harkam (Österrike) |

| 2017                      | 29 juli 2017              | Monaco     | 1 – 2   | Paris Saint-Germain       | Grand Stade de Tanger                                                  |                                                                        |
| 20:00 (WEST) Huvudartikel | 20:00 (WEST) Huvudartikel | Sidibé 30′ | (1 – 0) | Dani Alves 51′ Rabiot 63′ | Tanger, Marocko Publik: 43 761 Domare: Noureddine El Jaafari (Marocko) | Tanger, Marocko Publik: 43 761 Domare: Noureddine El Jaafari (Marocko) |
| 20:00 (WEST) Huvudartikel | 20:00 (WEST) Huvudartikel |            |         |                           | Tanger, Marocko Publik: 43 761 Domare: Noureddine El Jaafari (Marocko) | Tanger, Marocko Publik: 43 761 Domare: Noureddine El Jaafari (Marocko) |
| 20:00 (WEST) Huvudartikel | 20:00 (WEST) Huvudartikel |            |         |                           | Tanger, Marocko Publik: 43 761 Domare: Noureddine El Jaafari (Marocko) | Tanger, Marocko Publik: 43 761 Domare: Noureddine El Jaafari (Marocko) |

| 2018                     | 4 augusti 2018           | Paris Saint-Germain                     | 4 – 0   | Monaco | Shenzhen Universiade Sportcentrum                              |                                                                |
| 20:00 (CST) Huvudartikel | 20:00 (CST) Huvudartikel | Di María 32′, 90+2′ Nkunku 39′ Weah 67′ | (2 – 0) |        | Shenzhen, Kina Publik: 41 237 Domare: Ruddy Buquet (Frankrike) | Shenzhen, Kina Publik: 41 237 Domare: Ruddy Buquet (Frankrike) |
| 20:00 (CST) Huvudartikel | 20:00 (CST) Huvudartikel |                                         |         |        | Shenzhen, Kina Publik: 41 237 Domare: Ruddy Buquet (Frankrike) | Shenzhen, Kina Publik: 41 237 Domare: Ruddy Buquet (Frankrike) |
| 20:00 (CST) Huvudartikel | 20:00 (CST) Huvudartikel |                                         |         |        | Shenzhen, Kina Publik: 41 237 Domare: Ruddy Buquet (Frankrike) | Shenzhen, Kina Publik: 41 237 Domare: Ruddy Buquet (Frankrike) |

| 2019                     | 3 augusti 2019           | Paris Saint-Germain     | 2 – 1   | Stade Rennais | Shenzhen Universiade Sportcentrum                                |                                                                  |
| 19:30 (CST) Huvudartikel | 19:30 (CST) Huvudartikel | Mbappé 57′ Di María 73′ | (0 – 1) | Hunou 13′     | Shenzhen, Kina Publik: 22 045 Domare: Benoît Bastien (Frankrike) | Shenzhen, Kina Publik: 22 045 Domare: Benoît Bastien (Frankrike) |
| 19:30 (CST) Huvudartikel | 19:30 (CST) Huvudartikel |                         |         |               | Shenzhen, Kina Publik: 22 045 Domare: Benoît Bastien (Frankrike) | Shenzhen, Kina Publik: 22 045 Domare: Benoît Bastien (Frankrike) |
| 19:30 (CST) Huvudartikel | 19:30 (CST) Huvudartikel |                         |         |               | Shenzhen, Kina Publik: 22 045 Domare: Benoît Bastien (Frankrike) | Shenzhen, Kina Publik: 22 045 Domare: Benoît Bastien (Frankrike) |

| 2020                     | 13 januari 2021          | Paris Saint-Germain   | 2 – 1   | Olympique Marseille | Stade Bollaert-Delelis                                     |                                                            |
| 21:00 (CST) Huvudartikel | 21:00 (CST) Huvudartikel | Icardi 39′ Neymar 73′ | (1 – 0) | Payet 89′           | Lens, Frankrike Publik: 0 Domare: Ruddy Buquet (Frankrike) | Lens, Frankrike Publik: 0 Domare: Ruddy Buquet (Frankrike) |
| 21:00 (CST) Huvudartikel | 21:00 (CST) Huvudartikel |                       |         |                     | Lens, Frankrike Publik: 0 Domare: Ruddy Buquet (Frankrike) | Lens, Frankrike Publik: 0 Domare: Ruddy Buquet (Frankrike) |
| 21:00 (CST) Huvudartikel | 21:00 (CST) Huvudartikel |                       |         |                     | Lens, Frankrike Publik: 0 Domare: Ruddy Buquet (Frankrike) | Lens, Frankrike Publik: 0 Domare: Ruddy Buquet (Frankrike) |

| 2021                     | 1 augusti 2021           | Lille    | 1 – 1   | Paris Saint-Germain | Stade Bloomfield                                            |                                                             |
| 21:00 (CST) Huvudartikel | 21:00 (CST) Huvudartikel | Xeka 45′ | (1 – 0) |                     | Tel Aviv, Israel Publik: 29 000 Domare: Yigal Frid (Israel) | Tel Aviv, Israel Publik: 29 000 Domare: Yigal Frid (Israel) |
| 21:00 (CST) Huvudartikel | 21:00 (CST) Huvudartikel |          |         |                     | Tel Aviv, Israel Publik: 29 000 Domare: Yigal Frid (Israel) | Tel Aviv, Israel Publik: 29 000 Domare: Yigal Frid (Israel) |
| 21:00 (CST) Huvudartikel | 21:00 (CST) Huvudartikel |          |         |                     | Tel Aviv, Israel Publik: 29 000 Domare: Yigal Frid (Israel) | Tel Aviv, Israel Publik: 29 000 Domare: Yigal Frid (Israel) |

| 2022                     | 31 juli 2022             | Paris Saint-Germain                         | 4 – 0   | Nantes | Stade Bloomfield                                               |                                                                |
| 21:00 (CST) Huvudartikel | 21:00 (CST) Huvudartikel | Messi 22′ Neymar 45+5′ Neymar 82′ Ramos 73′ | (2 – 0) |        | Tel Aviv, Israel Publik: 28 000 Domare: Orel Grinfeld (Israel) | Tel Aviv, Israel Publik: 28 000 Domare: Orel Grinfeld (Israel) |
| 21:00 (CST) Huvudartikel | 21:00 (CST) Huvudartikel |                                             |         |        | Tel Aviv, Israel Publik: 28 000 Domare: Orel Grinfeld (Israel) | Tel Aviv, Israel Publik: 28 000 Domare: Orel Grinfeld (Israel) |
| 21:00 (CST) Huvudartikel | 21:00 (CST) Huvudartikel |                                             |         |        | Tel Aviv, Israel Publik: 28 000 Domare: Orel Grinfeld (Israel) | Tel Aviv, Israel Publik: 28 000 Domare: Orel Grinfeld (Israel) |